# Anastasio Germonio
Anastasio Germonio (Sale delle Langhe, marzo 1551 – Madrid, 4 agosto 1627) è stato un arcivescovo cattolico, giurista e diplomatico italiano.

## Biografia
Nato a Sale delle Langhe nel marzo 1551, suo padre Giovanni Battista era notaio a Torino, mentre la madre Caterina apparteneva alla famiglia dei Marchesi di Ceva. Degni di nota tra i fratelli sono: 
- Rodomonte, medico di corte, docente universitario e autore di un Carmen de Academia Taurinensi, pubblicato a Torino nel 1573;
- Antonio, baccelliere dell'Ordine dei frati predicatori, teologo e matematico del duca Vittorio Amedeo I di Savoia;
- Vincenzo, alfiere d'ordinanza, deceduto nella guerra del Delfinato.

Studiò giurisprudenza a Piacenza e a Torino con G. Manuzio e con Guido Panciroli, che elogiò nel suo De claris legum interpretibus; nello stesso tempo approfondì la conoscenza delle lingue antiche, che dimostrò essere superiori ai moderni dialetti volgari nel libello Pomeridianae sessiones, pubblicato a Torino nel 1580. Dopo essersi laureato nel 1579 in utroque iure, l'anno successivo il duca Emanuele Filiberto di Savoia gli assegnò la prima cattedra di diritto canonico dell'Università di Torino. Nello stesso periodo fu ordinato sacerdote e, successivamente, nel 1584, fu nominato arcidiacono della Cattedrale.

## Opere
- Anastasio Germonio, Pomeridianae Sessiones, in quibus linguae Latinae dignitas adversus eos defenditur, qui cum ea Hethruscum idioma non modo conferre, sed et anteponere audent, Augustae Taurinorum, apud Io. Varronem, & Manfredum Morellum, 1580.
- (LA) De sacrorum immunitatibus, Roma, erede Bartolomeo Zanetti, 1623.
- (LA) Paratitla super quinque libros Decretalium, Roma, erede Bartolomeo Zanetti, 1623.
- De legatis principum et populorum libri tres, Roma, 1627.

## Genealogia episcopale
La genealogia episcopale è:
- Cardinale Domenico Pinelli
- Arcivescovo Anastasio Germonio